# Helmut Weglinski
Helmut Weglinski (* 4. Januar 1925 in Frankfurt am Main; † 1996 in Köln) war ein deutscher Jazz- und Unterhaltungsmusiker (Violine). In den 1950er Jahren galt der Swing- und Popgeiger laut Jürgen Wölfer als Nachfolger von Helmut Zacharias, der sich vom Jazz abgewandt hatte.

## Leben und Wirken
Weglinski studierte an der Hochschule für Musik Frankfurt in der Meisterklasse von Alma Moodie. Bereits mit fünfzehn Jahren spielte er im Rhein-Mainischen Landesorchester Frankfurt unter Hermann Abendroth und bei Radio Frankfurt. Nach dem Zweiten Weltkrieg wendete er sich dem Jazz zu. Er trat auf dem Deutschen Jazzfestival 1955 und 1956 auf und spielte mit Paul Kuhn sowie mit Albert und Emil Mangelsdorff.
Weglinski leitete sein eigenes Sextett, zu dem Flip Gehring und Bora Roković gehörten und das sich dem Modern Jazz öffnete. Auch begleitete er mit seinem Ensemble Caterina Valente auf Tourneen. Da er vom Jazz nicht leben konnte, präsentierte er mit seiner Band Unterhaltungsmusik auf Kreuzfahrten; dann spielte er in Ensembles des Hessischen Rundfunks und trat unter anderem in der Sendung Zum Blauen Bock auf. Unter eigenem Namen machte er Aufnahmen für Amiga, EMI (etwa 1966 mit John O’Brien-Docker & Jacques Montagne das Album Gypsy Swing), Cornet Records und Philips.

## Lexikalische Einträge
- Carlo Bohländer, Karl Heinz Holler: Reclams Jazzführer (= Reclams Universalbibliothek. Nr. 10185/10196). Reclam, Stuttgart 1970, ISBN 3-15-010185-9.
- Jürgen Wölfer: Jazz in Deutschland. Das Lexikon. Alle Musiker und Plattenfirmen von 1920 bis heute. Hannibal, Höfen 2008, ISBN 978-3-85445-274-4.